# Цілком таємно: Я хочу вірити
«Цілком таємно: Я хочу вірити» (англ. The X-Files: I want to believe) — американський фільм-продовження культового телесеріалу «Цілком таємно», прем'єра якого відбулася 24 липня 2008 року.

## В ролях
- Девід Духовни — Фокс Малдер
- Джилліан Андерсон — Дейна Скаллі
- Аманда Піт — Дакота Вітні
- Біллі Конноллі — Джозеф Крісман
- Xzibit — Мослі Драммі
- Мітч Піледжі — Волтер Скіннер
- Каллум Кіт Ренні — Янке Дацишин
- Адам Годлі — Батько Ібарра
- Ксанта Редлі — Моніка Баннан
- Фагін Вудкок — Франц Томчешин
- Ніккі Айкок — Шеріл Каннінгем
- Алекс Дьякун — Похмура людина